# Diolcogaster brevicauda
Diolcogaster brevicauda är en stekelart som först beskrevs av Léon Abel Provancher 1886.  Diolcogaster brevicauda ingår i släktet Diolcogaster och familjen bracksteklar. Inga underarter finns listade i Catalogue of Life.